# Szarkasztalaszti
A Szarkasztalaszti (Sarcastaball) a South Park című amerikai animációs sorozat 231. része (a 16. évad 8. epizódja). Elsőként 2012. szeptember 26-án sugározták az Egyesült Államokban. Magyarországon 2013. január 22-én mutatta be a magyar Comedy Central.
Az epizód során Randy Marsh, miután megtudja, hogy biztonsági okokból változtatnak az iskolában az amerikaifutball szabályain, szarkasztikus megjegyzéseket kezd el tenni az egészre, mellyel akaratán kívül egy országszerte népszerű sportot hoz létre. Ennek eredményeképp azonban többé képtelen lesz nem szarkasztikusan beszélni, Butters pedig az új sportág sztárja lesz.

## Cselekmény
|  | Alább a cselekmény részletei következnek! |

Az amerikaifutballban egy ideje jól látható, hogy a rendszeres sérüléseknek komoly hatása van a sportolók mentális állapotára. Randy megtudja a fiáéktól, hogy az iskolában betiltották a sportban a kirúgást, mert az a legveszélyesebb rész, hiszen agyrázkódást lehet tőle kapni. Ezen teljesen kiakad, és a következő szülői értekezleten elkezd belekötni az új szabályba. Szarkasztikusan közli, hogy a gyerekek hordhatnának melltartót játék közben, sisak helyett meg hordhatnának alufóliacsákókat. Sőt legyen labda helyett lufi, letámadás helyett pedig ölelgessék egymást a gyerekek, mondja. A szarkasztikus hangneme ellenére (és hogy eleve szarkasztalasztinak nevezi az új sportágat) az iskola komolyan veszi, amit mond, és ki is nevezik edzőnek. Innentől kezdve az egész epizódban szarkasztikusan fogalmaz, de ez senkinek nem tűnik fel. Sőt egészen a Kongresszusig eljut a megjegyzéseivel, ahol megint félreértik és nemzeti sportágat csinálnak a szarkasztalasztiból. Stan és a barátai szkeptikusak, Butters azonban fellelkesíti őket, és azt mondja nekik, hogy nyúljanak be egészen a "krémes belsőjükig", ahol a "hamvas jófejragacsuk" van, mert azzal tudnak kedves és együttérző játékot nyújtani. Ezalatt Randyt kinevezik a Denveri Musztángok edzőjének, ugyanis a csapat is már szarkasztalasztit játszik - a helyére Butters kerül. Később kiderül, hogy Butters a "krémes ragacs" alatt az ondót érti, ugyanis álmában sokszor van magömlése, és az apja nevezi ezt a napközbeni vidám érzések krémes kifolyásának.
Cartman megvallja aggodalmait, ugyanis úgy érzi, nem játssza jól a játékot. Butters megnyugtatja, hogy benne is megvan a "krémes érzés", és elárulja, hogy ő össze szokta gyűjteni üvegben a sajátját. Cartman megiszik belőle egy üvegcsével, majd miután közölte, hogy szőlős-hipós íze van, máris jobban érzi magát. Sőt, elkezdi itatni vele a saját csapatát is, majd "Butters Krémragacs" néven piacra is dobják. Ezalatt Sharon elmondja Randynek, hogy szerinte ez a játék kihat az agyára, és képtelen nem szarkasztikusan fogalmazni. Randy rájön, hogy tényleg nem tud, és kétségbeesetten kér segítséget. Az orvosa azt mondja, hogy az agykárosodása végleges. Randy azonnal a gyerekek meccsére rohan, hogy elmondja mindenkinek, hogy ez a játék veszélyes, de képtelen rá. Stan nem akar hazamenni, mert tényleg élvezik a játékot, és azt mondják, Randy azért nem hiszi ezt el nekik, mert túl morcos és negatív. Adnak neki egy üvegcse Butters Krémragacsot, amit miután megiszik, azonnal felismeri, hogy ondó.
Az egészért Butterst büntetik meg, azzal vádolva őt, hogy mindent szándékosan csinált, annak ellenére, hogy ő azt sem tudja, hogy mi a szarkazmus és a sperma. Később Butters arra ébred, hogy erekciója van. Az apja felvilágosítja, hogy az nem más, mint a "barátiránytű", ami megmutatja, ha barát jár a közelben, és azért mutat felfelé, mert Jézus a barátja.